# 委內瑞拉鱂脂鯉
委內瑞拉鱂脂鯉，為輻鰭魚綱脂鯉目脂鯉亞目鱂脂鯉科的其一種，分布於南美洲委內瑞拉Yuruani河流域，體長可達10公分，棲息底中層水域，生活習性不明。